# Oceanic Glitch
Oceanic Glitch (znám i jako Ambient Glitch) je sub-žánr glitche.
Zabývá se podobnou hudbou jako ambient. Tento styl v sobě spojuje typické glitch zvuky, ale čerpá i ze stylů jako např. shoegaze, ambient či post-rock.

## Interpreti
- Fennesz
- Labradford
- Oval
- Televise
- World's End Girlfriend

## Vyvadatelství
- Morr Music